# Aeroportul Port Pirie
Aeroportul Port Pirie (IATA: PPI, ICAO: YPIR) este un aeroport din Australia de Sud, Australia.
Situat la o altitudine de 14 m, aeroportul dispune de o singură pistă. Este operat de Port Pirie⁠(d).